# Yauhquemehcan
Yauhquemehcan är en kommun i Mexiko.   Den ligger i delstaten Tlaxcala, i den sydöstra delen av landet, 100 km öster om huvudstaden Mexico City.
Följande samhällen finns i Yauhquemehcan:
- Hualcaltzinco
- San Francisco Tlacuilohcan
- San José Tepoxtla
- Barrio de Atencingo